# Eloísa Díaz Insunza
Eloísa Díaz Insunza (Santiago, Xile, 25 de juny de 1866- 1 de novembre de 1950) va ser la primera dona estudiant de medicina de la Universitat de Xile i la primera metgessa de Xile i d'Amèrica del Sud.

## Biografia
Eloísa Rita del Carmen Díaz Insunza va néixer a Santiago de Xile, filla d'Eulogio Díaz Encalles i de Carmela Insunza. Va dur a terme els seus primers estudis en el col·legi dirigit per Dolores Cabrera Martínez, i va cursar humanitats al col·legi fundat i dirigit per Isabel Le Brun de Pinochet
Ja l'any 1881, amb tan sols 15 anys va aconseguir trencar els prejudicis i va sorprendre durant l'examen de batxillerat; era necessari un gran valor per fer el Batxillerat als 15 anys d'edat, davant d'un nombrós públic i d'una mesa d'importants examinadors que incloïa Diego Barros Arana, però va aprovar per unanimitat.

## Ingrés a la universitat
L'any 1880 es va postular a l'Escola de Medicina de la Universitat de Xile, després de la promulgació d'una llei precursora del Ministre d'Educació Miguel Luis Amunátegui Aldunate de 1877, que permetia l'ingrés de dones a aquest centre d'estudis. L'ambient nacional en aquest moment es trobava regirat perquè poc abans s'havia inscrit una dona, Domitila Silva, en el Servei Electoral, argumentant que complia els requisits de tenir la nacionalitat xilena i saber llegir i escriure; van haver d'acceptar-la, però posteriorment es va prohibir expressament el vot femení.
A causa dels prejudicis socials imperants en la seva època, Eloísa Díaz havia d'assistir a classes acompanyada de la seva mare i va haver de vèncer moltes resistències fins a aconseguir l'afecte dels seus condeixebles i professors.
Es va graduar en Medicina Quirúrgica el 27 de desembre de 1886, presentant com a tesi un manuscrit titulat "Breus observacions sobre l'aparició de la pubertat en la dona xilena i les predisposicions patològiques del sexe". Va rebre el seu títol professional el 3 de gener de 1887, convertint-se així als vint anys en la primera dona de Xile i d'Amèrica del Sud a graduar-se i a obtenir un títol en Medicina. Al costat d'ella va iniciar els seus estudis Ernestina Pérez, que va ser la segona dona a entrar a la facultat de Medicina i titular-se de medicina quirúrgica en la història de Xile, aconseguint-ho una setmana després que Eloísa.

## Activitat professional

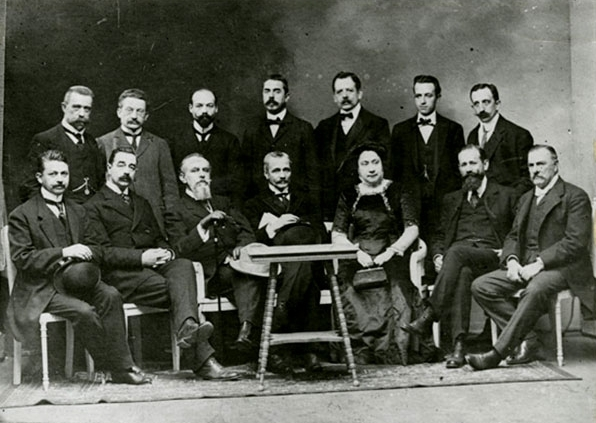
Eloísa Díaz va ingressar a la Universitat de Xile just després que l'any 1877 es dictés el Decret Amunátegui que va permetre a les dones estudiar educació superior a Xile.

En 1888 es va realitzar el Primer Congrés Mèdic Xilè, en què s'hi van inscriure 128 professionals de Santiago i 118 de la resta del país. En la llista dels assistents, s'aprecia la participació de totes les grans figures xilenes de la medicina i de la biologia de l'època. En aquesta trobada l'única dona va ser la metgessa Díaz Insunza.
Després del seu important assoliment, Eloísa va començar a exercir en la clínica ginecològica del metge Roberto Moericke a l'Hospital San Borja Arriarán el gener de 1891, treballant a més com a professora i metgessa a l'Escola Normal de Preceptores del Sud, de 1889 a 1897. Durant el seu exercici com a metgessa, sobresurt per la seva inquietud, les seves propostes i les seves realitzacions referents a la salut d'alumnes i mestres i les condicions higièniques dels equips materials i de la infraestructura on s'imparteix l'ensenyament.
En 1898 es va convertir en inspectora mèdica escolar de Santiago, assumint més tard, durant trenta anys, el mateix càrrec a nivell nacional. Com a filantropa, va fundar diverses llars d'infància, policlíniques i campaments escolars.
El 1910 va participar en el Congrés Científic Internacional de Medicina i Higiene de Buenos Aires, on va ser nomenada "Dona Il·lustre d'Amèrica". Va ser designada primera directora del Servei Mèdic Escolar de Xile l'any 1911.
Enmig de l'anomenada qüestió social, l'any 1911 es va crear el Servei Mèdic Escolar de Xile, de què Eloísa va ser la primera directora. Va intentar establir com a obligatori l'esmorzar escolar amb els seus propis recursos econòmics, va propiciar la vacunació massiva a les escoles i va lluitar fortament contra el raquitisme i la tuberculosi. Va ser per aquesta àmplia labor que va obtenir reconeixement a Xile i a tota Llatinoamèrica.
Es va caracteritzar per ser una dona que va participar activament a mesura que va transcórrer la seva labor professional ja que va formar part, com a directora, de l'Associació de Senyores contra la Tuberculosi, en la Lliga Xilena d'Higiene Social i en la Lliga contra l'Alcoholisme. A més, va integrar el Consell d'Instrucció Primària i la Societat Científica de Xile, així com el Consell Nacional de Dones, inaugurat el 12 d'octubre de 1918.
Díaz es va retirar de l'activitat professional l'any 1922. Va morir després d'una llarga malaltia, a l'Hospital de San Vicente de Paúl l'any 1950 a la seva ciutat natal, Santiago de Xile, als 84 anys.

## Homenatge

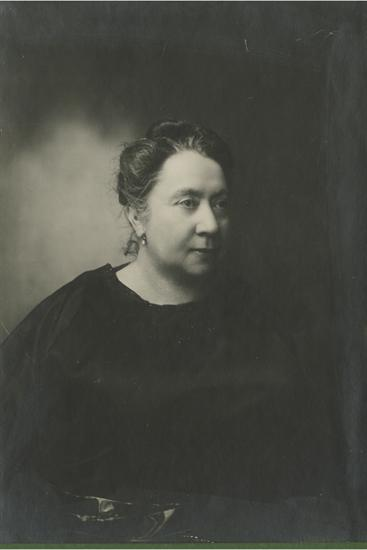
Eloísa Díaz.

Al novembre de 2013, s'inaugurà l'Hospital Clínico Metropolitano Dra. Eloísa Díaz Insunza, a La Florida (Xile).
L'any 2018, Google la va homenatjar dedicant-li un logotip personalitzat en la seva pàgina principal.

### Estació de metro
A finals de 2017 la Universitat de Xile va plantejar a l'empresa Metro fer un reconeixement de la figura d'Eloísa Díaz, a través de l'acte simbòlic de donar el seu nom a una de les estacions de la nova Línia 3; en concret la que és a prop de diversos hospitals de la capital, i que Metro havia decidit anomenar "Hospitals". Entre els fonaments de la proposta figura el fet que Eloísa Díaz havia estudiat a la Facultat de Medicina de la Universitat i va morir al seu hospital clínic.
El març de 2018, Metro va respondre aquesta petició, negant-se a canviar el nom de l'estació, ja que el criteri usat per anomenar les diferents estacions és que prenguin el nom de la fita geogràfica més rellevant de les proximitats. Segons l'empresa, això facilitava la ubicació espacial dels usuaris de la xarxa de metro.
A principis de 2019, quan s'acostava la data d'inauguració de la nova línia (22 de gener), la proposta de la Universitat va anar guanyant suport en la ciutadania i en organitzacions comunitàries, especialment en les xarxes socials. Fins i tot l'alcalde de la comuna en què hi ha l'estació (Independència), va adherir-se a la idea de la Universitat. Metro es va obrir a la possibilitat de rebatejar l'estació, sol·licitant una nova proposta.
El dia anterior a l'obertura de la flamant línia 3, el Rector de la Universitat de Xile va escriure formalment al president de Metro, suggerint que l'estació s'anomenés "Dra. Eloísa Díaz-Hospitals". Metro no ha respost encara, tot i que va assenyalar els inconvenients de la proposta, que són que en una altra comuna (La Florida) existeix un hospital que es diu Eloísa Díaz, la qual cosa pot confondre els usuaris del ferrocarril metropolità. Finalment, el President de Metro va dir que una bona opció d'homenatjar Eloísa Díaz, seria a través de "MetroArte" 9. El dia 7 de març de 2019 el rector de la Universitat de Xile, Ennio Vivaldi, va comunicar que el Campus Nord de la universitat, format per la seu Nord de la Facultat de Medicina, la Facultat d'Odontologia i la de Ciències Químiques i Farmacèutiques, es diria, a partir d'aquella data, "Doctora Eloísa Díaz", en reconeixement de la fita històrica assolida per ella.